# Air Force (кроссовки)

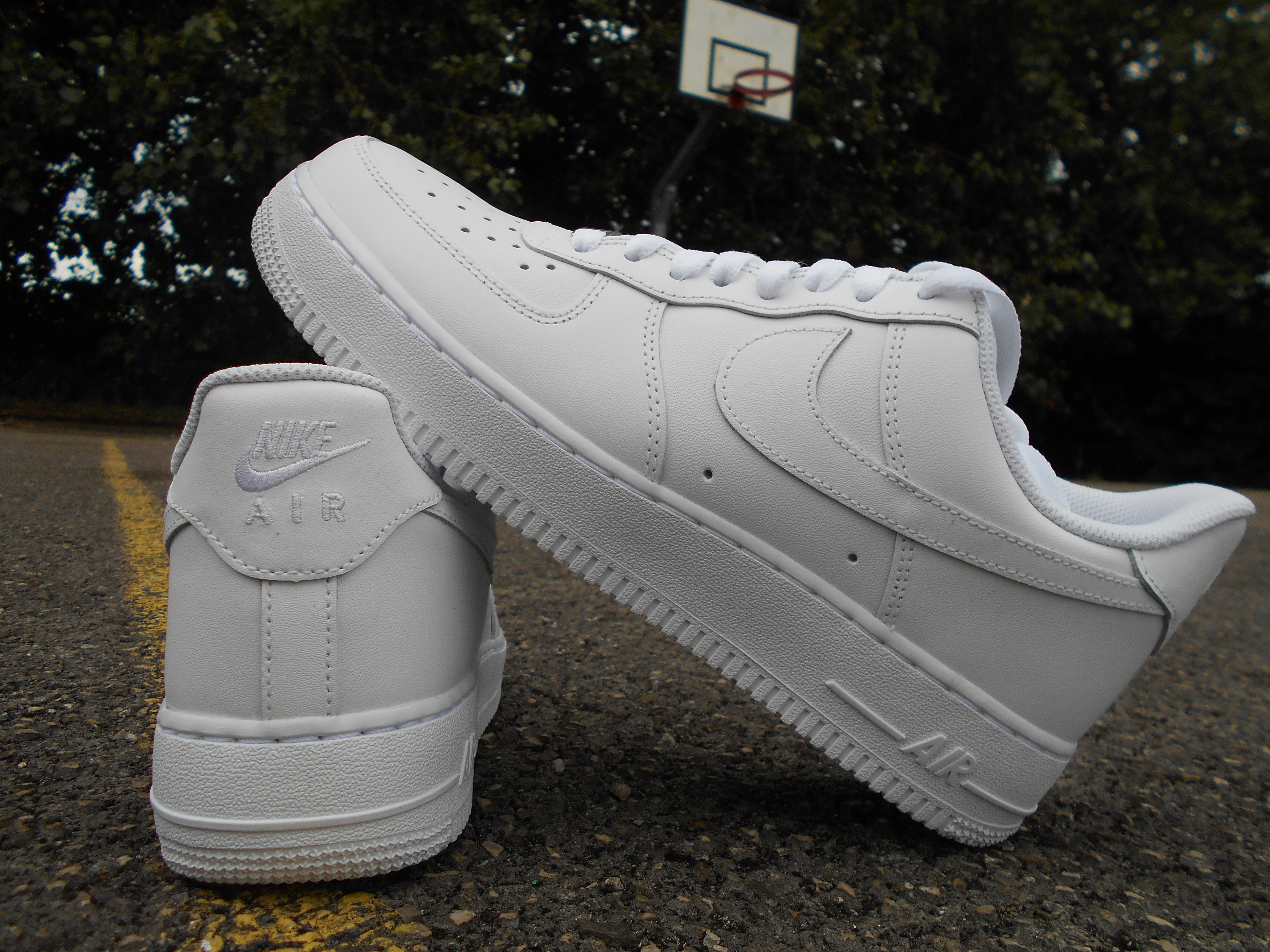
Nike Air Force 1 с низким верхом.

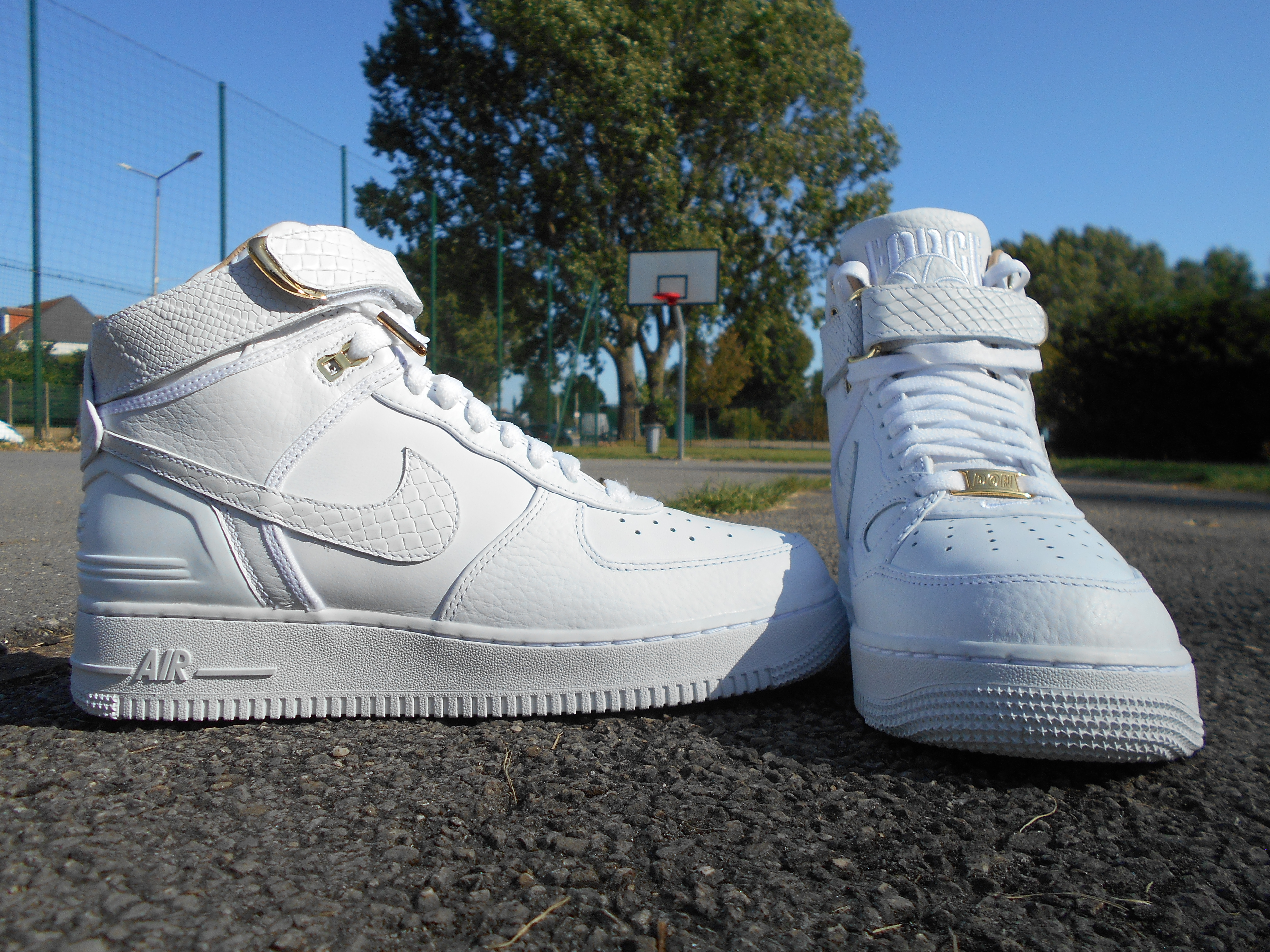
Nike Air Force 1 с высоким верхом.

Air Force — серия спортивной обуви компании Nike, начавшаяся с модели Air Force 1 и продолжающаяся до сих пор. Модель Air Force 1 была разработана Брюсом Килгором. Это первые баскетбольные кроссовки, в которых была использована технология Nike Air. Модель предлагается с вариантом низкого, среднего или высокого верха.

## Название
Название является отсылкой к Air Force One, на котором летает президент США.

## История
1982: Классика.
Разработанные Брюсом Килгором и представленные в 1982 году кроссовки Air Force 1 были первыми баскетбольными кроссовками, в которых использовалась технология Nike Air, навсегда изменившая культуру игры и кроссовок. Спустя более трех десятилетий с момента своего первого выпуска Air Force 1 остается верным своим корням, зарабатывая при этом статус модного предмета моды на предстоящие сезоны.
1985: Переиздание.
Розничные продавцы в Балтиморе повторно представляют Air Force 1 в королевском синем и шоколадно-коричневом цветах, все 3000 пар распродаются почти сразу же, как только они попадают на полки. Кроссовки используются уже не только для баскетбола, они штурмом выходят на улицы.
2012: Посадка на Луну.
Спустя три десятилетия после появления оригинала в продажу выходит Lunar Force 1 с легкой амортизацией Lunarlon, встроенной в культовый дизайн Air Force 1.